# 다카라다촌 (아이치현)
다카라다촌(宝田村)은 일본 아이치현 아이치군에 설치되었던 촌이다. 현재의 나고야시 미나토구의 일부에 해당한다.